# Elecciones regionales de La Libertad de 2010
Las elecciones regionales de La Libertad de 2010 se llevaron a cabo el 3 de octubre de 2010 para elegir al presidente regional, al vicepresidente regional y al Consejo Regional para el periodo 2011-2014. La elección se celebró simultáneamente con elecciones regionales y municipales (provinciales y distritales) en todo el Perú.
Como resultado de esta elección, José Murgia Zannier, candidato del Partido Aprista Peruano, obtuvo el 38.07% de votos válidos y resultó reelecto como presidente regional de La Libertad.

## Sistema electoral
El Gobierno Regional de La Libertad es el órgano administrativo y de gobierno del departamento de La Libertad. Está compuesto por el presidente regional, el vicepresidente regional y el Consejo Regional.
La votación se realiza en base al sufragio universal, que comprende a todos los ciudadanos nacionales mayores de dieciocho años, empadronados y residentes en el departamento de La Libertad y en pleno goce de sus derechos políticos.
El presidente y vicepresidente regional son elegidos por sufragio directo. Para que un candidato sea proclamado ganador debe obtener no menos de 30 % de votos válidos. En caso ningún candidato logre ese porcentaje en la primera vuelta electoral, los dos candidatos más votados participan en una segunda vuelta o balotaje.
El Consejo Regional de La Libertad está compuesto por 12 consejeros elegidos por sufragio directo para un período de cuatro (4) años. Cada provincia del departamento de La Libertad constituye una circunscripción electoral. La votación es por lista cerrada y bloqueada. Se asigna a la lista ganadora los escaños según el método d'Hondt. La distribución y el número de consejeros regionales es la siguiente:
| Circunscripción | Escaños | Mapa |
| --- | ------- | ---- |
| Ascope, Bolívar, Chepén, Gran Chimú, Julcán, Otuzco, Pacasmayo, Pataz, Sánchez Carrión, Santiago de Chuco, Trujillo y Virú | 1       |      |

## Composición del Consejo Regional de La Libertad
La siguiente tabla muestra la composición del Consejo Regional de La Libertad antes de las elecciones.
| Partidos | Partidos                     | Consejeros |
| -------- | ---------------------------- | ---------- |
|          | Partido Aprista Peruano      | 7          |
|          | Juntos por La Libertad       | 1          |
|          | Perú Posible                 | 1          |
|          | Partido Nacionalista Peruano | 1          |
|          | Fuerza Democrática           | 1          |
|          | Unión por el Perú            | 1          |

## Partidos y candidatos
A continuación se muestra una lista de los principales partidos y alianzas electorales que participaron en las elecciones:
| Candidatura | Candidatura | Partidos y alianzas                                                           | Candidato | Candidato                  | Ideología                                                          | Resultado previo | Resultado previo | Ref. |
| Candidatura | Candidatura | Partidos y alianzas                                                           | Candidato | Candidato                  | Ideología                                                          | Votos (%)        | Con.             | Ref. |
| ----------- | ----------- | ----------------------------------------------------------------------------- | --------- | -------------------------- | ------------------------------------------------------------------ | ---------------- | ---------------- | ---- |
|             | APRA        | Lista - Partido Aprista Peruano (APRA)                                        |           | José Murgia Zannier        | Aprismo                                                            | 48.00%           | 7                |      |
|             | Súmate– PP  | Lista - Súmate–Perú Posible (Súmate–PP) – Súmate (Súmate) – Perú Posible (PP) |           | José León Rivera           | Socioliberalismo Democracia liberal Tercera vía                    | 25.39%           | 2                |      |
|             | PPC         | Lista - Partido Popular Cristiano (PPC)                                       |           | Juan Rabines Llontop       | Democracia cristiana Conservadurismo social Liberalismo económico  | 25.39%           | 2                |      |
|             | AP          | Lista - Acción Popular (AP)                                                   |           | Zoila López Ramos          | Humanismo Nacionalismo cívico Reformismo                           | Nuevo            | Nuevo            |      |
|             | APP         | Lista - Alianza para el Progreso (APP)                                        |           | Manuel Llempén Coronel     | Liberalismo económico Conservadurismo liberal Populismo de derecha | Nuevo            | Nuevo            |      |
|             | PHP         | Lista - Partido Humanista Peruano (PHP)                                       |           | César Campos Rodríguez     | Humanismo Socialismo Ecosocialismo                                 | Nuevo            | Nuevo            |      |
|             | FS          | Lista - Fuerza Social (FS)                                                    |           | Alejandro Pereda Rodríguez | Socialdemocracia Progresismo                                       | Nuevo            | Nuevo            |      |
|             | F2011       | Lista - Fuerza 2011 (F2011)                                                   |           | Luis Yika García           | Fujimorismo Conservadurismo social Populismo de derecha            | Nuevo            | Nuevo            |      |

## Sondeos de opinión
La siguiente tabla enumera las estimaciones de la intención de voto en orden cronológico inverso, mostrando las más recientes primero y utilizando las fechas en las que se realizó el trabajo de campo de la encuesta. Cuando se desconocen las fechas del trabajo de campo, se proporciona la fecha de publicación.
Leyenda:
     Sondeo realizado en el periodo de prohibición legal de la difusión de sondeos de intención de voto.

### Intención de voto
La siguiente tabla enumera las estimaciones ponderadas (sin incluir votos en blanco y nulos) de la intención de voto.
|                               |              |     |      |      |      |     |     |     |  |  |
| Elecciones regionales de 2010 | 3 oct 2010   | —   | 38.1 | 35.9 | 12.8 | 3.7 | 3.2 | 2.2 |  |  |
|                               |              |     |      |      |      |     |     |     |  |  |
| Ipsos Apoyo/América           | 3 oct 2010   | ?   | 35.4 | 35.4 | –    | –   | –   | —   |  |  |
| CPI/ATV                       | 3 oct 2010   | ?   | 38.6 | 43.7 | –    | –   | –   | 5.1 |  |  |
| IDICE                         | 5–8 sep 2010 | 300 | 44.8 | 39.6 | 7.3  | 2.1 | 2.1 | 5.2 |  |  |

### Preferencias de voto
La siguiente tabla enumera las preferencias de voto en bruto (incluyendo blancos, viciados y sin respuesta) y no ponderadas.
| Encuestadora/Medio            | Fecha        | Muestra | José Murgia | Manuel Llempén | José León | Luis Yika | Juan Rabines | B/V  | NS/NO | Dif. |  |  |  |
| ----------------------------- | ------------ | ------- | ----------- | -------------- | --------- | --------- | ------------ | ---- | ----- | ---- |  |  |  |
| Encuestadora/Medio            | Fecha        | Muestra |             |                |           |           |              |      |       |      |  |  |  |
| Elecciones regionales de 2010 | 3 oct 2010   | —       | 30.5        | 28.8           | 10.3      | 3.0       | 2.6          | 19.8 | –     | 1.7  |  |  |  |
|                               |              |         |             |                |           |           |              |      |       |      |  |  |  |
| IDICE                         | 5–8 sep 2010 | 300     | 43          | 38             | 7         | 2         | 2            | 4    | –     | 5    |  |  |  |

## Resultados

### Gobierno Regional de La Libertad
|                      | José Murgia Zannier        | Partido Aprista Peruano (APRA)  | 286,607   | 38.07 |  |  |
|                      | Manuel Llempén Coronel     | Alianza para el Progreso (APP)  | 270,505   | 35.93 |  |  |
|                      | José León Rivera           | Súmate–Perú Posible (Súmate–PP) | 96,413    | 12.81 |  |  |
|                      | Luis Yika García           | Fuerza 2011 (F2011)             | 28,081    | 3.73  |  |  |
|                      | Juan Rabines Llontop       | Partido Popular Cristiano (PPC) | 24,425    | 3.24  |  |  |
|                      | César Campos Rodríguez     | Partido Humanista Peruano (PHP) | 23,882    | 3.17  |  |  |
|                      | Alejandro Pereda Rodríguez | Fuerza Social (FS)              | 13,203    | 1.75  |  |  |
|                      | Zoila López Ramos          | Acción Popular (AP)             | 9,779     | 1.30  |  |  |
|                      |                            |                                 |           |       |  |  |
| Total                | Total                      | Total                           | 752,895   |       |  |  |
|                      |                            |                                 |           |       |  |  |
| Votos válidos        | Votos válidos              | Votos válidos                   | 752,895   | 80.17 |  |  |
| Votos en blanco      | Votos en blanco            | Votos en blanco                 | 110,182   | 11.73 |  |  |
| Votos nulos          | Votos nulos                | Votos nulos                     | 76,100    | 8.10  |  |  |
| Votos emitidos       | Votos emitidos             | Votos emitidos                  | 939,177   | 85.51 |  |  |
| Abstenciones         | Abstenciones               | Abstenciones                    | 159,141   | 14.49 |  |  |
| Votantes registrados | Votantes registrados       | Votantes registrados            | 1,098,318 |       |  |  |
|                      |                            |                                 |           |       |  |  |
| Fuente:              |                            |                                 |           |       |  |  |

### Consejo Regional de La Libertad
|                        |                                 |              |              |              |            |            |
| Partidos y coaliciones | Partidos y coaliciones          | Voto popular | Voto popular | Voto popular | Consejeros | Consejeros |
| Partidos y coaliciones | Partidos y coaliciones          | Votos        | %            | ±pp          | Total      | +/−        |
|                        | Partido Aprista Peruano (APRA)  | 262,653      | 36.41        | –11.59       | 6          | –1         |
|                        | Alianza para el Progreso (APP)  | 250,699      | 34.76        | n/a          | 4          | +4         |
|                        | Súmate–Perú Posible (Súmate–PP) | 91,324       | 12.66        | n/a          | 1          | –1         |
|                        | Fuerza 2011 (F2011)             | 33,477       | 4.64         | Nuevo        | 0          | ±0         |
|                        | Partido Popular Cristiano (PPC) | 29,643       | 4.11         | n/a          | 0          | ±0         |
|                        | Partido Humanista Peruano (PHP) | 26,720       | 3.70         | Nuevo        | 1          | +1         |
|                        | Fuerza Social (FS)              | 15,166       | 2.10         | Nuevo        | 0          | ±0         |
|                        | Acción Popular (AP)             | 11,595       | 1.61         | Nuevo        | 0          | ±0         |
|                        |                                 |              |              |              |            |            |
| Total                  | Total                           | 721,277      |              |              | 12         | ±0         |
|                        |                                 |              |              |              |            |            |
| Votos válidos          | Votos válidos                   | 721,277      | 76.80        | –8.97        |            |            |
| Votos en blanco        | Votos en blanco                 | 141,844      | 15.10        | +8.51        |            |            |
| Votos nulos            | Votos nulos                     | 76,056       | 8.10         | +0.46        |            |            |
| Votos emitidos         | Votos emitidos                  | 939,177      | 85.51        | –0.82        |            |            |
| Abstenciones           | Abstenciones                    | 159,141      | 14.49        | +0.82        |            |            |
| Votantes registrados   | Votantes registrados            | 1,098,318    |              |              |            |            |
|                        |                                 |              |              |              |            |            |
| Fuente:                |                                 |              |              |              |            |            |

#### Resultados por provincia
| Provincia         | APRA   | APRA | APP  | APP  | S–PP | S–PP | F2011 | F2011 | PPC  | PPC | PHP  | PHP | FS  | FS  | AP   | AP  |   |
| Provincia         | %      | E    | %    | E    | %    | E    | %     | E     | %    | E   | %    | E   | %   | E   | %    | E   |   |
| ----------------- | ------ | ---- | ---- | ---- | ---- | ---- | ----- | ----- | ---- | --- | ---- | --- | --- | --- | ---- | --- | - |
| Provincia         | Ascope | 37.0 | 1    | 31.4 | –    | 7.8  | –     | 12.1  | –    | 8.0 | –    | 1.0 | –   | 2.1 | –    | 0.6 | – |
| Bolívar           | 33.4   | 1    | 33.0 | –    | 5.0  | –    | 3.0   | –     | 23.7 | –   |      |     | 1.8 | –   |      |     |   |
| Chepén            | 30.7   | –    | 35.0 | 1    | 10.2 | –    | 5.2   | –     | 1.6  | –   | 14.5 | –   | 0.9 | –   | 1.9  | –   |   |
| Gran Chimú        | 32.5   | 1    | 29.7 | –    | 27.8 | –    | 5.5   | –     | 2.3  | –   | 1.2  | –   | 0.3 | –   | 0.6  | –   |   |
| Julcán            | 31.1   | 1    | 25.7 | –    | 13.2 | –    | 12.8  | –     | 10.7 | –   | 3.1  | –   | 1.4 | –   | 2.1  | –   |   |
| Otuzco            | 18.0   | –    | 15.1 | –    | 27.3 | –    | 2.6   | –     | 1.4  | –   | 34.6 | 1   | 0.8 | –   | 0.2  | –   |   |
| Pacasmayo         | 27.4   | –    | 27.9 | 1    | 9.0  | –    | 14.7  | –     | 11.4 | –   | 4.1  | –   | 1.9 | –   | 3.6  | –   |   |
| Pataz             | 18.9   | –    | 25.2 | 1    | 20.5 | –    | 6.5   | –     | 8.1  | –   |      |     | 0.4 | –   | 20.3 | –   |   |
| Sánchez Carrión   | 17.6   | –    | 16.5 | –    | 42.5 | 1    | 8.6   | –     | 8.5  | –   | 0.7  | –   | 1.2 | –   | 4.4  | –   |   |
| Santiago de Chuco | 29.3   | 1    | 23.8 | –    | 11.4 | –    | 3.3   | –     | 14.5 | –   | 14.0 | –   |     |     | 3.6  | –   |   |
| Trujillo          | 41.9   | –    | 41.9 | 1    | 8.0  | –    | 2.2   | –     | 1.8  | –   | 0.8  | –   | 2.7 | –   | 0.7  | –   |   |
| Virú              | 40.1   | 1    | 12.8 | –    | 35.9 | –    | 4.4   | –     | 5.8  | –   | 0.4  | –   | 0.6 | –   |      |     |   |
| Total             | 36.4   | 6    | 34.8 | 4    | 12.7 | 1    | 4.6   | –     | 4.1  | –   | 3.7  | 1   | 2.1 | –   | 1.6  | –   |   |

### Autoridades electas
| Cargo                                                     | Autoridad electa | Autoridad electa           | Partido político | Partido político          |
| --------------------------------------------------------- | ---------------- | -------------------------- | ---------------- | ------------------------- |
| Presidente Regional de La Libertad                        |                  | José Murgia Zannier        |                  | Partido Aprista Peruano   |
| Vicepresidenta Regional de La Libertad                    |                  | Mónica Sánchez Minchola    |                  | Partido Aprista Peruano   |
| Consejero Regional de La Libertad (por Ascope)            |                  | Luis Solano Arroyo         |                  | Partido Aprista Peruano   |
| Consejera Regional de La Libertad (por Bolívar)           |                  | Olga Yglesias Peláez       |                  | Partido Aprista Peruano   |
| Consejero Regional de La Libertad (por Chepén)            |                  | Herbert Díaz Cordero       |                  | Alianza para el Progreso  |
| Consejero Regional de La Libertad (por Gran Chimú)        |                  | Carlos Guibert Gallardo    |                  | Partido Aprista Peruano   |
| Consejera Regional de La Libertad (por Julcán)            |                  | Fanny Ruiz Burgos          |                  | Partido Aprista Peruano   |
| Consejero Regional de La Libertad (por Otuzco)            |                  | Mayer Haro Rafael          |                  | Partido Humanista Peruano |
| Consejero Regional de La Libertad (por Pacasmayo)         |                  | Bandwer Santa Cruz Pardo   |                  | Alianza para el Progreso  |
| Consejero Regional de La Libertad (por Pataz)             |                  | Jesús Quispe Vilcatoma     |                  | Alianza para el Progreso  |
| Consejero Regional de La Libertad (por Sánchez Carrión)   |                  | Carlos Sandoval de la Cruz |                  | Súmate–Perú Posible       |
| Consejera Regional de La Libertad (por Santiago de Chuco) |                  | Enma Cumpa Luján           |                  | Partido Aprista Peruano   |
| Consejera Regional de La Libertad (por Trujillo)          |                  | Helvidia Castillo León     |                  | Alianza para el Progreso  |
| Consejero Regional de La Libertad (por Virú)              |                  | Hebert Jiménez Urquiaga    |                  | Partido Aprista Peruano   |